# Epic (Sharon Van Etten)
Epic è il secondo album discografico in studio della cantautrice statunitense Sharon Van Etten, pubblicato nel 2010.

## Tracce
1. A Crime – 3:13
2. Peace Signs – 2:53
3. Save Yourself – 4:59
4. Dsharpg – 6:01
5. Don't Do It – 5:05
6. One Day – 4:43
7. Love More – 5:14